# EXIT (드라마)
《EXIT》는 2018년 4월 30일, 5월 1일 이틀간 SBS에서 방송되었던 SBS 특집 드라마이다.

## 등장 인물

### 강수의 가족
- 최태준 : 도강수(33세) 역 (아역 이시훈) - 캐피탈 일용직
- 우현 : 도정만(67세) 역 - 강수의 아버지
- 남기애 : 이인숙(64세) 역 - 강수의 어머니

### 신성캐피탈 사람들
- 박호산 : 황태복(48세) 역 - 사장
- 김경남 : 홍기철(27세) 역 - 황 사장의 심복
- 전수진 : 지선영(28세) 역 - 배우 지망생

### 연구소 사람들
- 배해선 : 우재희 역 - 신경외과 박사

### 그 외 인물
- 신재도
- 오수
- 김제열
- 정현석
- 정강희
- 황호진
- 강준석
- 이승진
- 박건규

### 특별출연
- 장혁진
- 조재룡

## 시청률
최저 시청률과 최고 시청률은 시청률 조사회사와 지역별로 시청률에 차이가 있을 수 있습니다.
| 2018년 | 2018년   | 2018년         | 2018년       | 2018년         | 2018년       |
| 회차   | 방송일   | TNmS 시청률    | TNmS 시청률  | AGB 시청률     | AGB 시청률   |
| 회차   | 방송일   | 대한민국(전국) | 서울(수도권) | 대한민국(전국) | 서울(수도권) |
| ------ | -------- | -------------- | ------------ | -------------- | ------------ |
| 제1회  | 4월 30일 | 4.8%           | 5.6%         | 4.8%           | 5.7%         |
| 제2회  | 4월 30일 | 4.9%           | 5.8%         | 5.2%           | 6.1%         |
| 제3회  | 5월 1일  | 3.5%           | 4.3%         | 4.6%           | 5.4%         |
| 제4회  | 5월 1일  | 3.9%           | 4.7%         | 4.6%           | 5.5%         |

## 동시간대 드라마
- KBS 월화 미니시리즈

《우리가 만난 기적》 (2018년 4월 2일 ~ 2018년 5월 29일)
- MBC 월화 미니시리즈

《위대한 유혹자》 (2018년 3월 12일 ~ 2018년 5월 1일)